# Ch223 MUSIC PINKISS
『Ch223 MUSIC PINKISS』（チャンネル223 ミュージック・ピンキッス）は、静岡朝日テレビで放送された音楽ドキュメンタリー番組である。

## 概要
「頂点を目指すアーティストを応援」をコンセプトにした音楽ドキュメンタリー。
静岡県が条例で定める「富士山の日」2月23日前後に合わせ、2013年から2016年まで放送された。

## ch223 music pinkiss (2013年)
2013年2月23日放送。
世界遺産登録をめざす日本一高い山「富士山」にちなみ、「日本一の頂き」を目指す2013年ブレイク期待のアーティストを紹介。
番組公式サイトではゲストによる「日本一キーワード」を紹介している。
| 役割         | 出演者 |
| ------------ | --- |
| メイン       | 藤巻直哉 斉藤佑介 キタコレ!ガール                                                                                  |
| ゲスト       | yu-yu SEKAI おはガールちゅ!ちゅ!ちゅ! SUPER☆GiRLS 岩佐美咲 川上大輔 Dancing Dolls コピンク*(宮本佳林&さわやか五郎) |
| ナレーション | 井之上史織 |

## ch223 music pinkiss 2014 「アイドルから学べること」
2014年2月22日放送。
iDOL Streetからアイドルとしてメジャーデビューを目指す候補生の3ヶ月間の活動を追った。
ピンクスCHANNELにてアーカイブ配信されている。
出演
小玉梨々華
当時 サッポロ Snow♥Loveits 所属のストリート生。
メジャーデビューを目指す中学一年生。
内村莉彩
当時 TOKYO TORiTSU これで委員会所属のストリート生。
SUPER☆GiRLSへの加入が決まったばかり。
八坂沙織（当時SUPER☆GiRLSメンバー）
関根優那（当時Cheeky Paradeメンバー）
金澤有希（当時GEMメンバー）
iDOL Streetからメジャーデビューした各グループのリーダー。
ナレーション
藤巻直哉
インタビュー
児玉雨子

## ch223 music pinkiss 2015 「二人のディファレンス」
2015年2月21日放送。
共通点のある二人のアイドルから、あえて見出す「二人のディファレンス」について描く。
ピンクスCHANNELにてアーカイブ配信。また同サイトにて関連した企画を継続して配信している。
同じ「武田」という名字でデビューしたアイドル
武田舞彩（GEM）
武田紗季（palet）
札幌の同じスクール出身の中学生2人
吉田凜音
小玉梨々華（当時 iDOL Street サッポロ Snow♥Loveits）
福岡からトップアイドルを目指す姉妹
廣川奈々聖（当時 iDOL Street FUKUOKA はかたみにょん★）
廣川かのん（当時 流星群少女）
ナレーション
藤巻直哉

## ch223 music pinkiss 2016 「ポニョトリオ 日本一の卒業旅行!?」
2016年2月20日放送。
ピンクスCHANNELオリジナル企画「2人のディファレンス」で結成された「ポニョトリオ」、それぞれの高校と中学の卒業を記念し、番組当初からのテーマである「日本一」にこだわった卒業旅行を楽しむ。
三島スカイウォーク、県道223号 清水港土肥線、達磨寺など静岡県内各地でロケを実施。清水を舞台にしたアニメーション作品「ちびまる子ちゃん」でたまちゃんの声を演じる渡辺菜生子がナレーションを務める。また、モーニング娘。'16の静岡出身メンバー野中美希がインターネット配信での英語版ナレーションを担当する。

出演
山木梨沙 （当時 カントリー・ガールズ）
我妻桃実 （当時 ハコイリ♡ムスメ）
ナレーション
渡辺菜生子
英語版ナレーション
野中美希 （モーニング娘。'16）
番組テーマ曲
いただきマーチ（小玉梨々華と藤巻直哉）

## 関連番組
- ピンクス - 情報番組。
- コピンクス! - 毎週火曜および土曜日に放送される情報番組。
- ふじ△ - 2017年に放送された、「富士山」をテーマとした番組。